# Shōma Kai
Shōma Kai (甲斐 翔真 Kai Shōma?,  Tokio, Japón, 14 de noviembre de 1997) es un actor japonés, afiliado a Amuse, Inc. Es conocido por su papel de Parado/Kamen Rider Para-DX en Kamen Rider Ex-Aid y otros proyectos de la franquicia.

## Biografía
Kai nació el 14 de noviembre de 1997 en la ciudad de Tokio, Japón. Jugó fútbol durante 12 años, desde su primer año de escuela primaria hasta su tercer año de escuela secundaria. Fue descubierto por la agencia de talentos Amuse, Inc. durante la secundaria y debutó en 2015. Sin embargo y, a pedido de su director, terminó la secundaria antes de ingresar al mundo del entretenimiento.
En 2016, Kai hizo su primera aparición televisiva en Kamen Rider Ex-Aid como Parado/Kamen Rider Para-DX. También ha aparecido en las películas posteriores de Kamen Rider. 

## Filmografía

### Televisión
| Año  | Título             | Papel                            | Cadena   | Referencias |
| ---- | ------------------ | -------------------------------- | -------- | ----------- |
| 2016 | Kamen Rider Ex-Aid | Parado/Kamen Rider Para-DX (voz) | TV Asahi | [ 2 ]       |

### Películas
| Año  | Título                                                                            | Papel                            |
| ---- | --------------------------------------------------------------------------------- | -------------------------------- |
| 2016 | Kamen Rider Heisei Generations: Dr. Pac-Man vs. Ex-Aid & Ghost with Legend Riders | Parado                           |
| 2017 | Shashin Kōshien                                                                   | Shōta                            |
| 2017 | Kamen Rider × Super Sentai: Ultra Super Hero Taisen                               | Parado/Kamen Rider Para-DX (voz) |
| 2017 | Kamen Rider Ex-Aid the Movie: True Ending                                         | Parado/Kamen Rider Para-DX (voz) |
| 2017 | Kamen Rider Heisei Generations FINAL:Build & Ex-aid with Legend Rider             | Parado                           |